# Anagyrus aper
Anagyrus aper är en stekelart som beskrevs av John S. Noyes och Menezes 2000. Anagyrus aper ingår i släktet Anagyrus och familjen sköldlussteklar.
Artens utbredningsområde är Costa Rica. Inga underarter finns listade i Catalogue of Life.